# Jean-Baptiste Barsalou
 Jean-Baptiste Barsalou (né le 9 septembre 1706 et mort le 18 mars 1776) était issu d'une famille d'affaires à Montréal, son père ayant été un maître tanneur avec sa propre entreprise à cet endroit.
En raison de la mort prématurée de son père, la famille de Jean-Baptiste fut morcelé et il tomba sous la garde d'un frère aîné qui a géré la tannerie et autres intérêts commerciaux de la famille. Jean a commencé sa vie professionnelle dans le commerce des fourrures comme un voyageur pour son oncle, Jean-Baptiste Neveu. Le début des années 1730, il avait repris la tannerie familiale et a conclu plusieurs ententes commerciales pour favoriser cette entreprise. En 1747, il avait étendu le commerce en achetant et en vendant les terres du Saint-Laurent.
La guerre de Sept Ans et le régime anglais subséquent a été dévastateur pour de nombreuses entreprises de l'époque et exploitations de Jean-Baptiste n'a pas fait exception. Au lieu de passer un grand domaine à son fils, ses avoirs ont presque tous disparu. Ses fils sont devenus des voyageurs et la tannerie Barsalou a cessé d'exister.

## Référence
http://www.biographi.ca/fr/bio.php?id_nbr=1747